# Krzysztof Sznapik

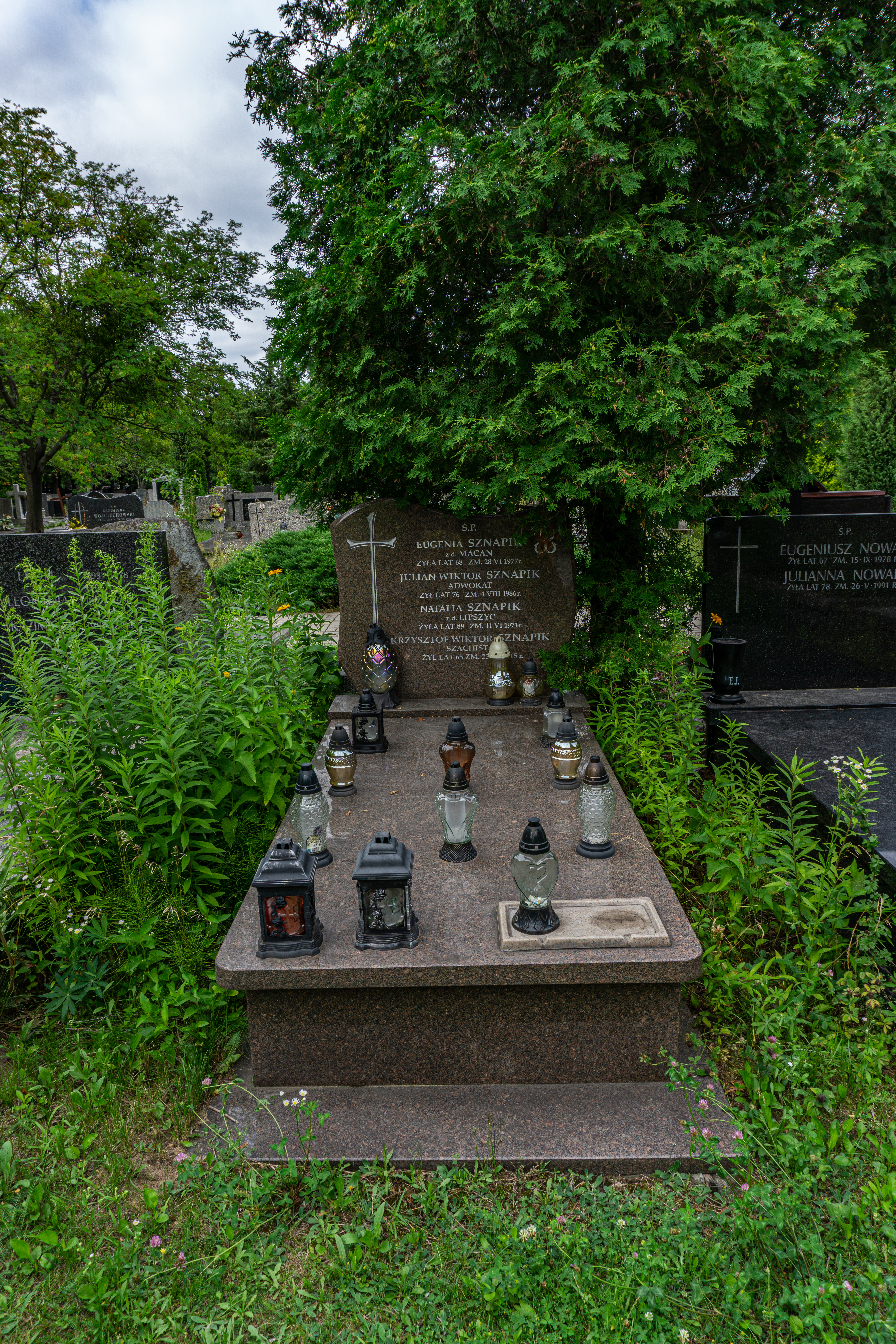
Grób Krzysztofa Sznapika na cmentarzu Komunalnym Północnym w Warszawie

Krzysztof Wiktor Sznapik (ur. 2 lipca 1949 w Warszawie, zm. 23 marca 2015) – polski szachista i trener szachowy, brat Aleksandra Sznapika.

## Kariera szachowa
W 1969 r. w Białymstoku zajął 14. miejsce w finale mistrzostw Polski juniorów. Dwukrotnie uczestniczył w finałach indywidualnych mistrzostw Polski rozgrywanych systemem szwajcarskim: w 1975 r. w Poznaniu zajął 56. miejsce, natomiast w 1976 r. w Bydgoszczy – 60. miejsce. W barwach klubu „Hutnik” Warszawa zdobył dwa brązowe medale drużynowych mistrzostw Polski: w 1979 r. w Lublinie (szachy klasyczne) oraz w 1985 r. w Kaliszu (szachy błyskawiczne). W 1987 r. podzielił 2. miejsce (za Leszkiem Ostrowskim, wspólnie z Krzysztofem Żołnierowiczem) w turnieju „B” w Myślenicach.
Najwyższy ranking w karierze osiągnął 1 stycznia 1986 r., notowany był wówczas z wynikiem 2260 punktów.
Został pochowany na Cmentarzu Komunalnym Północnym w Warszawie.